# Veslački klub Sigijevi
Veslački klub Sigijevi je dobrovoljna organizacija osnovana 2016. godine u malteškom gradu Sigijevi. Klub je registrovan kod Komesara za dobrovoljne organizacije i od svog osnivanja se aktivno bavi veslanjem, sa posebnim fokusom na para-veslanje. 

## Istorija
Veslački klub Sigijevi je osnovan 25. avgusta 2016. godine i ubrzo nakon toga je stekao status posmatrača u Veslačkom savezu Malte. Klub je zvanično postao punopravni član Veslačkog saveza Malte 19. januara 2022. godine, što je omogućilo članovima kluba da učestvuju u nacionalnim i međunarodnim takmičenjima. 

## Aktivnosti i postignuća
Od svog osnivanja, klub je privukao veliki broj sportskih entuzijasta koji su se posvetili razvoju sportskog duha i prijateljstva kroz veslanje. Klub se posebno ističe u para-veslanju i okuplja sportiste svih uzrasta i sposobnosti, uključujući paratletičare i sportiste sa intelektualnim invaliditetom. Aktivnosti kluba obuhvataju takmičenja sa kliznim sedištima i dvoranskim veslanjem, a članovi kluba redovno učestvuju na državnim i međunarodnim takmičenjima.

### Značajni trenuci u istoriji kluba
- Britansko prvenstvo u virtuelnom veslanju (septembar 2021): Oven Malia je osvojio dve zlatne medalje.
- Svetska prvenstva u veslanju: Isak Borg je postavio dva svetska rekorda u PR3-ID 17-18 kategoriji, uključujući PR3 rekord na 100 metara.
- Nacionalna regata: Klub je debitovao sa svojim čamcima i sportistima 31. marta 2022. godine povodom Dana slobode.

Klub je u septembru 2021. godine prvi put učestvovao u tradicionalnim veslačkim trkama u Velikoj luci (Valeta) tokom Evropske nedelje sporta. Mesec dana pre toga, klub je zakupio prostor u Marsi, koji koristi za organizaciju aktivnosti na vodi. Od januara 2023. godine, svi kopneni treninzi kluba se održavaju u teretani Dar tal-Providenza, koja je opremljena zahvaljujući podršci raznih malih inicijativa i dobrovoljnih organizacija.

## Značajni članovi
Majkl Borg: prvi malteški sportista koji je predstavljao Maltu na Svetskom prvenstvu u obalskom veslanju.